# افعی قفقازی
 افعی قفقازی (نام علمی: Gloydius intermedius) نام یک گونه از تیره گرزه‌ماران است.
پراکنش این مار در ایران: استان های آذربایجان، کردستان، قزوین، گلستان، گیلان و مازندران می باشد.